# Katalytische Produktivität
Die katalytische Produktivität P (engl. Turnover Number, Abk. TON) ist eine Größe der Dimension Zahl in der Katalyse. Sie gibt an, welche Menge Produkt unter bestimmten Reaktionsbedingungen pro Menge Katalysator entsteht.

## In der metallorganischen homogenen Katalyse
In der metallorganischen homogenen Katalyse wird die katalytische Produktivität meist auf molekularer Basis angegeben als Stoffmenge (in Mol) des Substrats, das ein Mol des Katalysators konvertieren kann, bevor er irreversibel inaktiv wird:
{\displaystyle P={\frac {n_{\text{Produkt}}}{n_{\text{Katalysator}}}}}
Bei Polymerisationen wie der Ziegler-Natta-Polymerisation wird die Einheit 
{\displaystyle P={\frac {g_{\text{Produkt}}}{g_{\text{Katalysator}}}}}
verwendet. Sie kann bestimmt werden durch Ermittlung der Katalysatorkonzentration im Endprodukt mittels analytischer Methoden wie der Röntgenfluoreszenzspektroskopie oder elementaranalytisch. Dabei wurden bei metallocen-katalysierten Olefin-Polymerisationen eine katalytische Produktivität von 60.000.000 gPE/gMetall nachgewiesen.

## In der heterogenen Katalyse
In der heterogenen Katalyse wird das Volumen der umgesetzten Edukte pro Schüttvolumen des Katalysators als Bezugsgröße gewählt:
{\displaystyle P={\frac {V_{\text{Edukt}}}{V_{\text{Katalysator, Sch}}}}}
Andere Bezugsgrößen sind die BET-Oberfläche, die Anzahl der katalytisch aktiven Sites, etwa durch Chemisorption/Desorption von Wasserstoff oder Kohlenstoffmonoxid für Metallkatalysatoren bestimmt oder von Ammoniak für saure Sites.

## In der Enzymkatalyse
In der Enzymkatalyse wird die Turnover Number abweichend definiert, nämlich als Umsatz pro katalytisch aktiven Zentrum und pro Zeitspanne. Dieser Wert ist in der Katalyse ansonsten als Wechselzahl, Turnover Rate oder Turnover Frequency definiert.